# Sint-Pieter-en-Sint-Paulusrotsen
Sint-Pieter-en-Sint-Paulusrotsen (Portugees: Penedos de São Pedro e São Paulo) zijn twaalf kleine rotseilandjes op ongeveer 950 kilometer ten noordoosten van Natal, Brazilië. In tegenstelling tot de meeste eilanden in de Atlantische Oceaan zijn de Sint-Pieter-en-Sint-Paulusrotsen niet van vulkanische oorsprong en bestaan ze vooral uit peridotiet.

## Geografie
De rotseilanden van de Sint-Pieter-en-Sint-Paulusrotsen liggen zeer afgelegen, het dichtstbijzijnde eiland is Fernando de Noronha 630 kilometer naar het zuidwesten. De rotsen maken deel uit van de Braziliaanse deelstaat Pernambuco.
Het hoogste punt vindt men op de Zuidwestelijke Rots en ligt 22,5 meter boven de zeespiegel. De rotsen zijn delen van de Midden-Atlantische Rug, een grotendeels onderwater liggende bergketen. De oppervlakte bedraagt ongeveer 12 000 m².
De oppervlakte van de grootste rotsen:
- Zuidwestelijke Rots Belmonte 5380 m²
- Zuidoostelijke Rots Chalenger 3000 m²
- Noordoostelijke Rots 1440 m²
- Noordwestelijke Rots Cabral 1170 m²
- Zuidelijke Rots 943 m²

## Bebouwing
Er is een zes meter hoge vuurtoren op de top van het hoogste punt van de rotsen, op de Zuidwestelijke Rots. Deze vuurtoren werd gebouwd in 1930. Enkele meters verder staat een schuilhut voor militairen en onderzoekers.

## Fauna en flora
Enkel het grootste van de eilandjes, Zuidwestelijke Rots, is begroeid met mossen en gras. De andere rotsen zijn kaal. De rotsen worden bewoond door zeevogels, krabben, insecten en spinnen.

## Geschiedenis
Op de ochtend van 16 februari 1832 werden de rotsen bezocht door Charles Darwin op het eerste deel van zijn reis rond de wereld. Tussen 1942 en 1988 behoorden de eilandjes tot het federale territorium van Fernando de Noronha, sindsdien behoort het tot de deelstaat Pernambuco.